# 瓦爾瓦里夫卡 (巴赫馬奇區)
51°5′33″N 32°40′22″E / 51.09250°N 32.67278°E
瓦爾瓦里夫卡（烏克蘭語：Варварівка），是烏克蘭北部的村莊，隸屬切爾尼希夫州的尼任區。該村始建於1820年，面積0.59平方公里，海拔高度148米，2006年人口313，人口密度每平方公里535.04人。